# Orden des geharnischten Armes
Der Orden des geharnischten Armes, auch als Schwertgesellschaft bezeichnet, war ein dänischer Ritterorden.
Stifter war Christian IV. Der Anlass war die Auszeichnung Verdienter des Schwedenkrieges. Der Orden ging 1616 im dänischen Elefanten-Orden auf. 1660 wurde durch Friedrich III. der Orden wieder aus dem großen Orden herausgelöst. Etwa 20 Auszeichnungen für Ritter erfolgten unmittelbar danach, aber dann ist seine Existenz nicht mehr nachweisbar.

## Ordensdekoration
Das Ordenszeichen war ein goldener geharnischter Arm ein Schwert schwingend an einer goldenen Kette. Getragen wurde diese Dekoration auf der Brust.